# 杰肖埃铁路

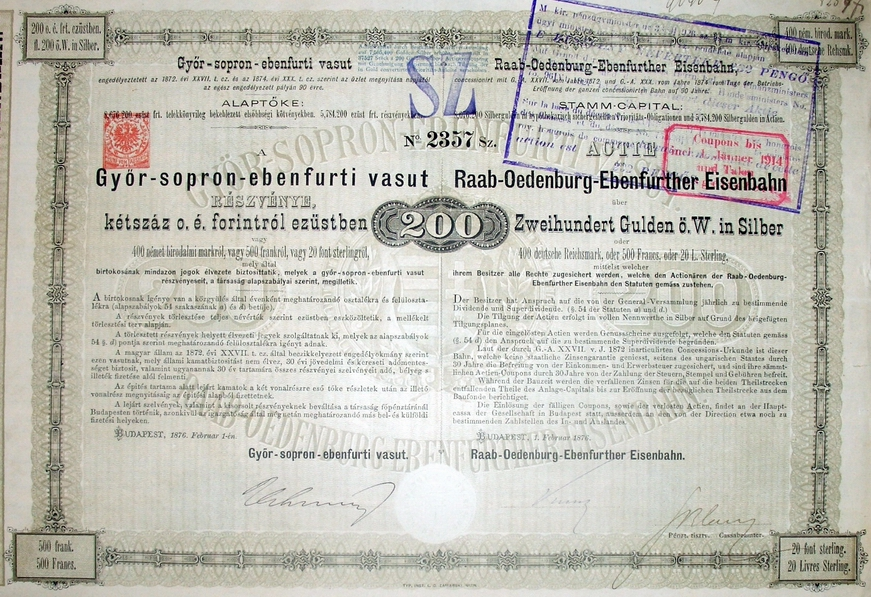
杰肖埃铁路于1876年所发行的股票

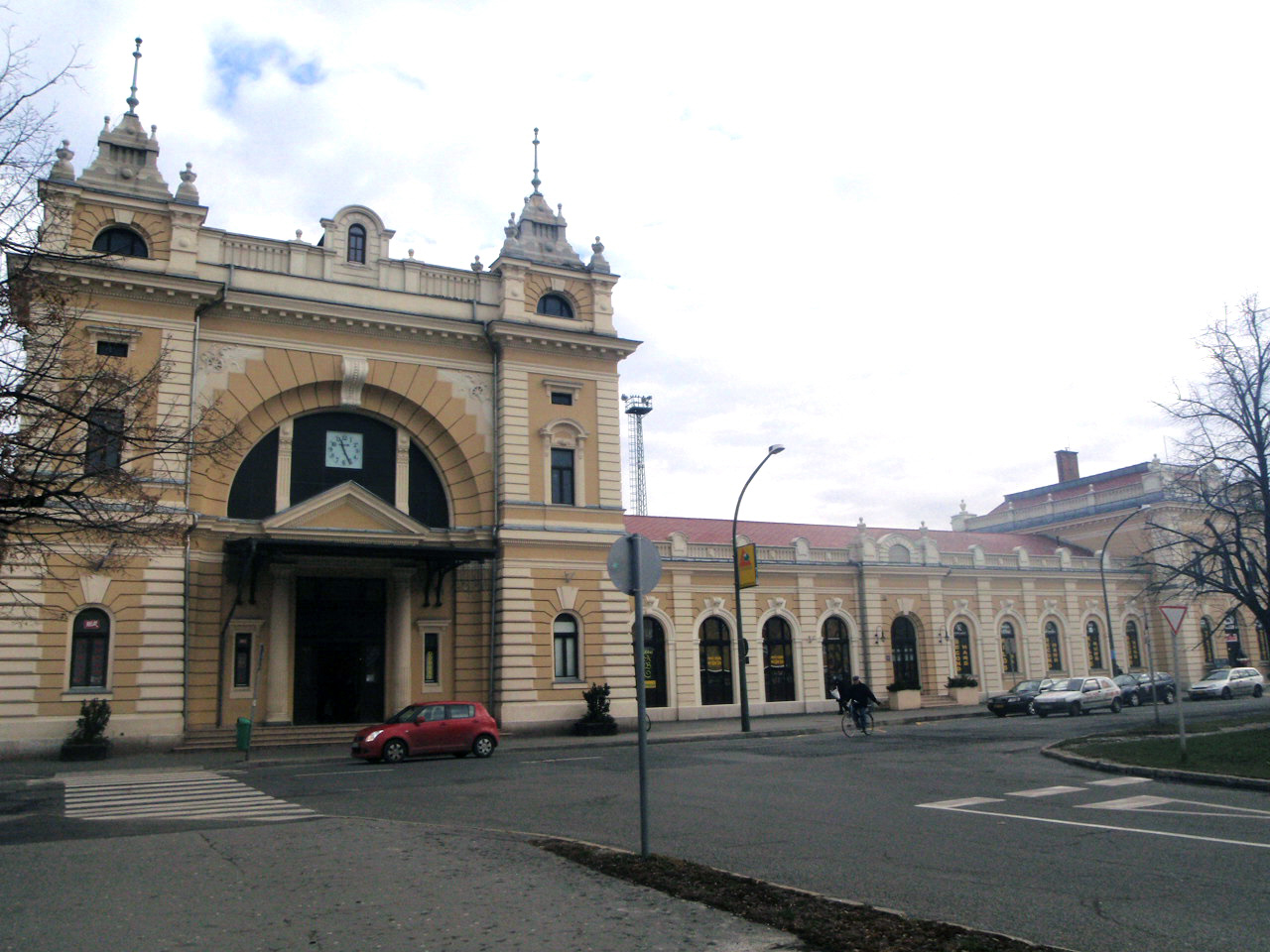
松博特海伊站，为杰肖埃铁路规模最大的火车站

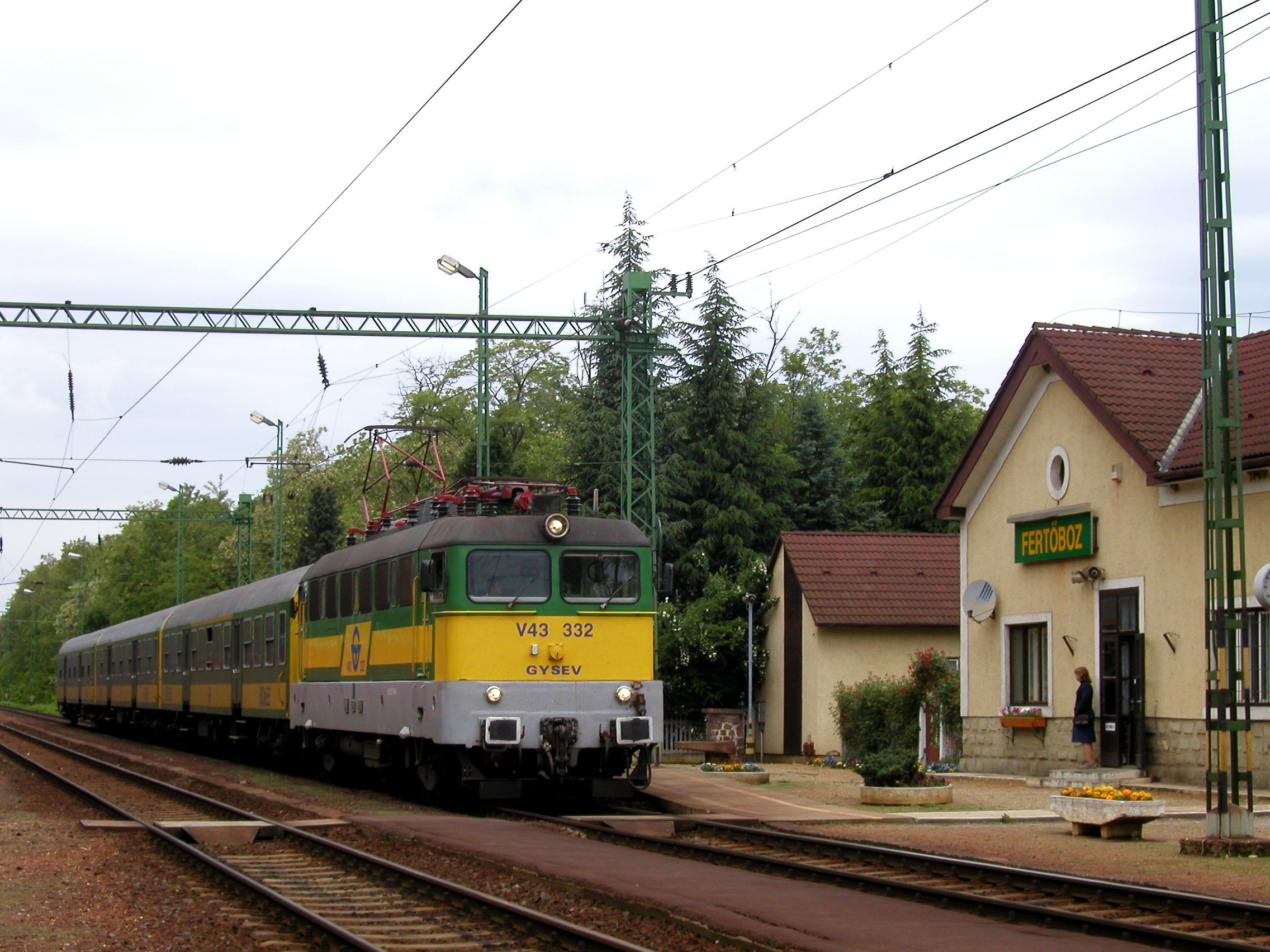
一列杰肖埃铁路的列车行驶于肖普朗附近

杰肖埃铁路（匈牙利語：GYSEV）又称拉布铁路（德語：Raaberbahn），其全名为杰尔-肖普朗-埃本富特铁路（匈牙利語：Győr-Sopron-Ebenfurti Vasút），是一家由匈牙利及奥地利共同管理的铁路公司，在两国境内共运营434.7公里长的铁路网络。

## 公司
杰肖埃铁路股份公司的总部设于匈牙利肖普朗，截至2010年7月，其股权结构如下：
- 65.6356% 为匈牙利政府持有
- 28.2378% 为奥地利政府持有，并由联邦交通、创新和科技部（BMVIT）参与部分管理[3]
- 06.1266% 为斯特拉巴格欧洲股份公司持有

到2009年，奥地利方的份额不仅没有增多，反而由斯特拉巴格持股取代奥地利铁路货运（奥地利联邦铁路的组成部分）的子公司而成为杰肖埃铁路的股东之一。
公司总经理一职自2007年至2010年由奥地利人乔鲍·塞克利（Csaba Székely）担任。2010年7月23日，匈牙利政府（奧班·維克多第二届内阁）委任伊洛娜·戴维（Ilona Dávid）为新任总经理，她此前曾在匈牙利国家铁路中担任会计主管。
杰肖埃铁路的奥地利分公司于1924年3月14日在维也纳商事法庭注册，其登记使用的名称为，注册号为114215p。奥地利的运营总部设于乌卡普罗德斯多夫。
杰肖埃铁路也是铁路合作组织、国际铁路联盟、欧洲铁路组织、国际公共交通联盟和欧洲铁路基建促进会的成员。

## 历史
1872年，维克托·厄兰格（Viktor Erlanger）男爵授予了由拉布（即杰尔）经肖普朗至当时奥匈边境城市诺伊费尔德的开发权。然而由于受到1873年金融危机的影响，修建工作被迫延期，由杰尔至肖普朗的首段路直到1876年1月2日方才竣工。此后随着对工业铁路的收购，线路很快便连接至埃本富特。在取得必要的许可证后，该公司获得了在一小部分位于奥地利帝国境内路段的客运经营权。剩下的部分则完全在匈牙利。
1897年12月19日，由帕恩多夫至采爾德默爾克的新錫德爾湖畔铁路（Neusiedler Seebahn）建成通车。尽管这曾是一家私营的股份有限公司，但杰肖埃铁路收购了其优先股，并成为该线路的拥有者及运营商。君主制解体后，该公司仍保持独立。这在第二次世界大战期间或之后也没有改变，即便于冷战时期，它依然在奥地利及匈牙利之间进行跨境运营。
1972年，在杰肖埃铁路一条废弃的支线上重建了一条窄轨的塞切尼博物馆铁路（Nagycenki Széchenyi Múzeumvasút），作为连接塞切尼宫（Széchenyi-kastély）的保存铁路并运营至今。1979年，由杰肖埃铁路建造采尔德默尔克至費爾特聖米克洛什铁路线通车。从20世纪80年代起杰肖埃铁路得以迅速发展。其货运量增长强劲，当中由奥地利支持建造的肖普朗货运站发挥了重要作用。1987年5月31日，杰尔至肖普朗路段完成电气化改造。1987年10月28日，肖普朗至埃本富特间也实现了电气化运营。为此，埃本富特的接触网系统需要完全重建，以适应奥地利联邦铁路和杰肖埃铁路所采用的不同的电压系统。虽然目前奥地利联邦铁路的电压制式为15千伏162⁄3赫兹低频交流电，但杰肖埃铁路采用的却是15千伏50赫兹工频交流电系统。
2002年1月1日，匈牙利国家铁路将肖普朗-松博特海伊和肖普朗-国界附近地区的两条国有铁路线移交给杰肖埃铁路。同年，新锡德尔湖畔铁路的所有权结构也发生了变化（奥地利共和国占49%，布尔根兰州占25%），这条线路的电气化改造也于2002年4月24日完成。2006年，杰肖埃铁路又从匈牙利国铁接管了松博特海伊-聖戈特哈德-边境莫格尔斯多夫的线路，这原是匈牙利西部铁路的一部分。杰肖埃铁路将投资7200万欧元对其53.3公里长的路段进行升级，速度可达120公里/小时，轴重也将扩大为22.5吨。工程于2009年9月动工，2010年12月完成。杰肖埃铁路认为这项改建工程不是为了取代赛梅林铁路隧道，而是起到补充作用，并预计其年运量将由250万吨提升3倍以上达800万吨。
2008年，公司的奥地利名称改为拉布铁路股份公司（Raaberbahn AG），匈牙利名称维持不变。匈牙利政府于2009年对公司进行了增资扩股，在奥地利政府减持后，匈牙利方的持股份额由61%增加至65.5%。2011年6月18日，匈牙利国家发展部宣布决定自2011年12月起将匈牙利国铁经营的214公里铁道线移交至杰肖埃铁路。

## 铁路网络

杰肖埃铁路网络图（2011年）

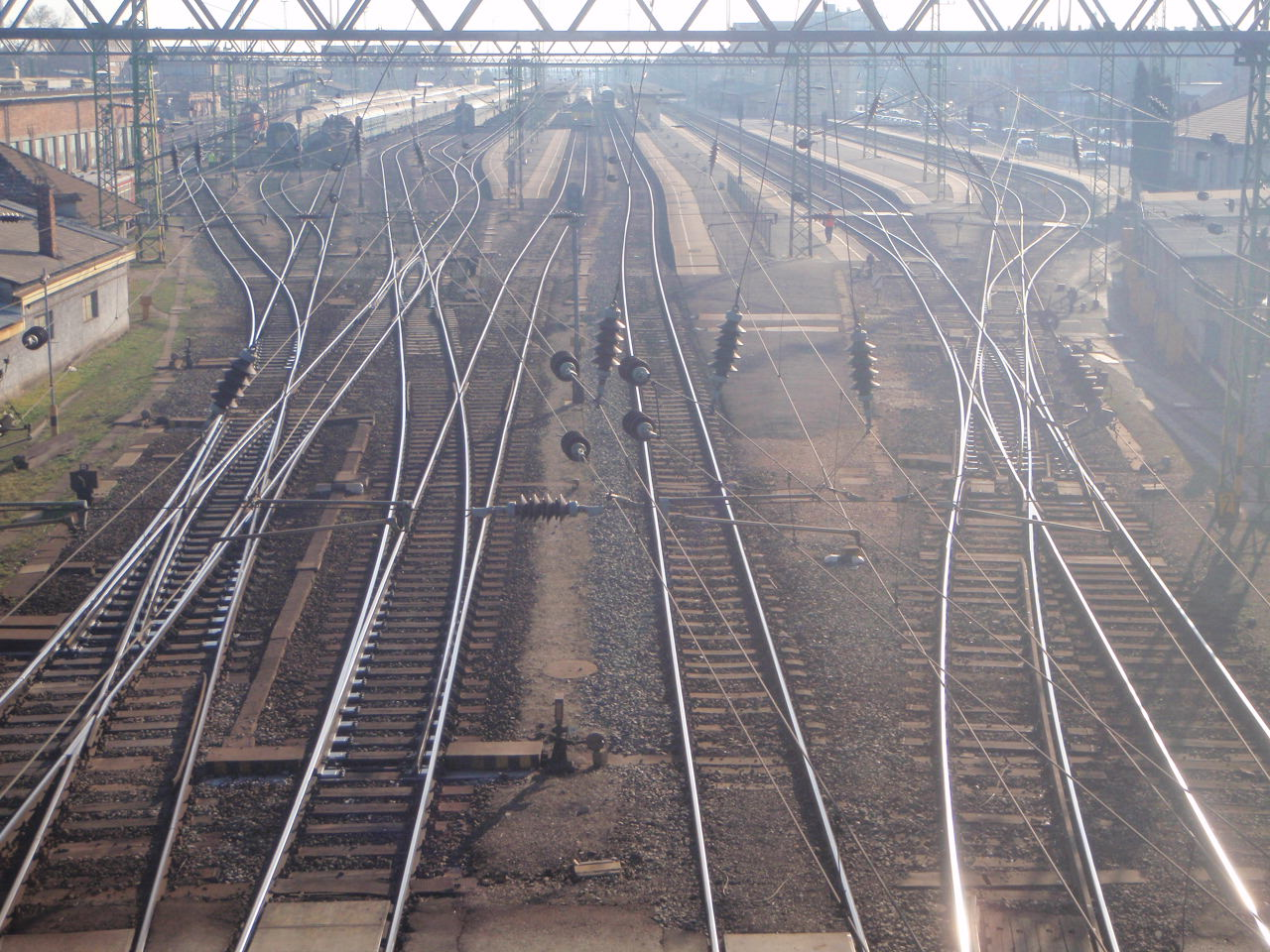
松博特海伊站的股道

### 专用线
| 编号 | 铁路                | 路段                           | 里程（公里） | 电气化 | 复线 | 运营年份 |
| ---- | ------------------- | ------------------------------ | ------------ | ------ | ---- | -------- |
| 8    | 杰尔-肖普朗铁路     | 全线                           | 85           | 是     | 否   | 1876年   |
| 512  | 肖普朗-埃本富特铁路 | 肖普朗–莱塔河畔诺伊费尔德–边境 | 33           | 是     | 否   | 1879年   |

### 代管线

Sopron

| 编号 | 铁路                              | 路段                  | 里程（公里） | 电气化 | 复线 | 运营年份 |
| ---- | --------------------------------- | --------------------- | ------------ | ------ | ---- | -------- |
| 1    | 布达佩斯-劳伊考铁路               | 劳伊考–海吉什豪洛姆   | 13           | 是     | 否   | 2011年   |
| 8a   | 塞切尼博物馆铁路（窄轨）          | 全线                  | 3.6          | 否     | 否   | 1972年   |
| 9    | 費爾特聖米克洛什–滨湖新锡德尔铁路 | 全线                  | 50           | 是     | 否   | 1897年   |
| 15   | 肖普朗-松博特海伊铁路             | 全线                  | 62           | 是     | 否   | 2001年   |
| 16   | 海吉什豪洛姆-松博特海伊铁路       | 全线                  | 111          | 否     | 否   | 2011年   |
| 17   | 松博特海伊–瑙吉考尼饒铁路         | 松博特海伊–佐洛森蒂万 | 49           | 否     | 否   | 2011年   |
| 18   | 松博特海伊-克塞格铁路             | 全线                  | 17.3         | 否     | 否   | 2011年   |
| 20   | 塞克什白堡–松博特海伊铁路         | 波尔帕茨–松博特海伊   | 17           | 是     | 是   | 2011年   |
| 21   | 松博特海伊-聖戈特哈德铁路         | 全线                  | 54           | 是     | 否   | 2006年   |
| 22   | 克爾門德–佐洛勒弗铁路             | 全线                  | 22.8         | 否     | 否   | 2011年   |

## 铁路车辆

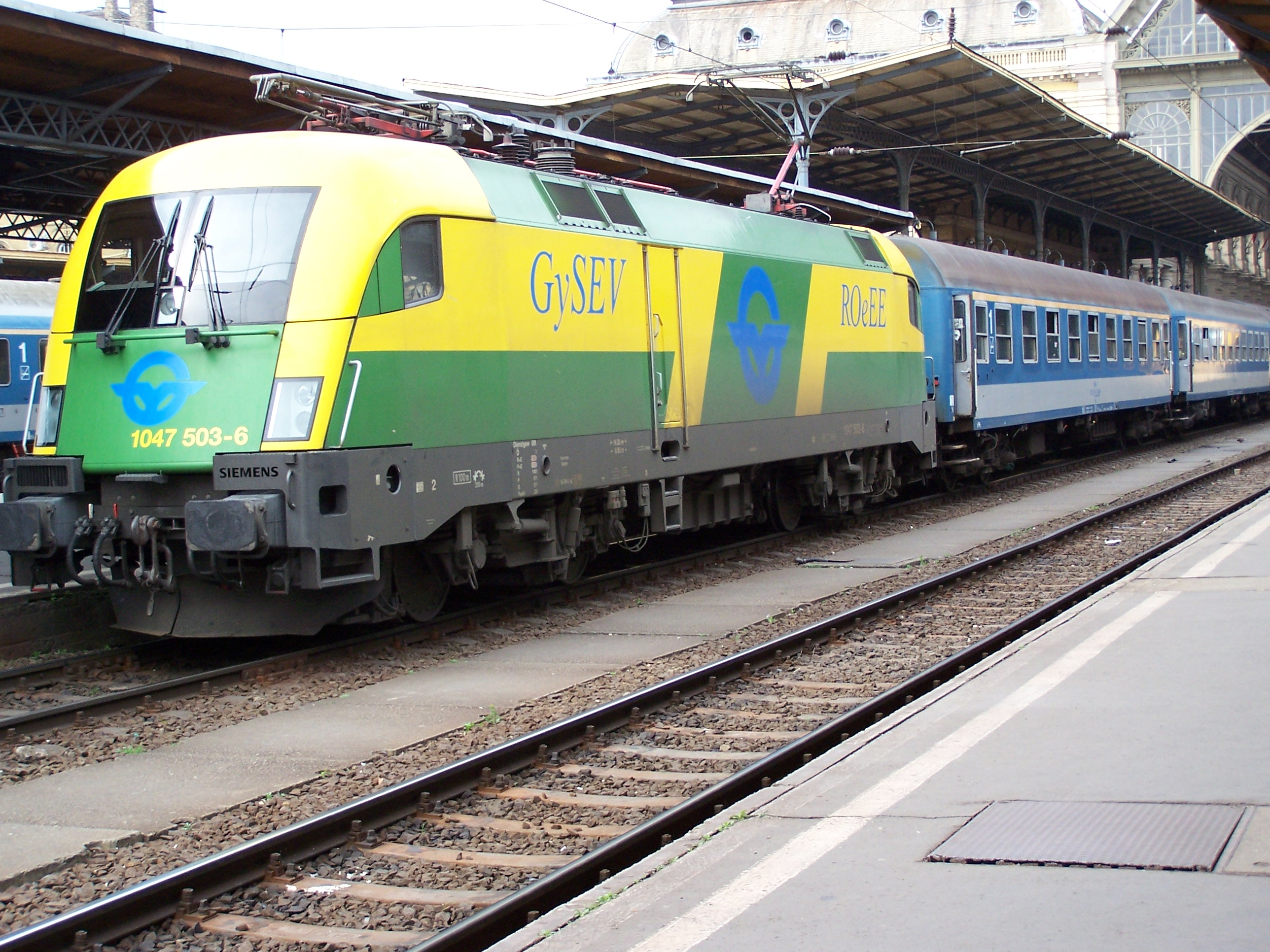
杰肖埃铁路的470型电力机车

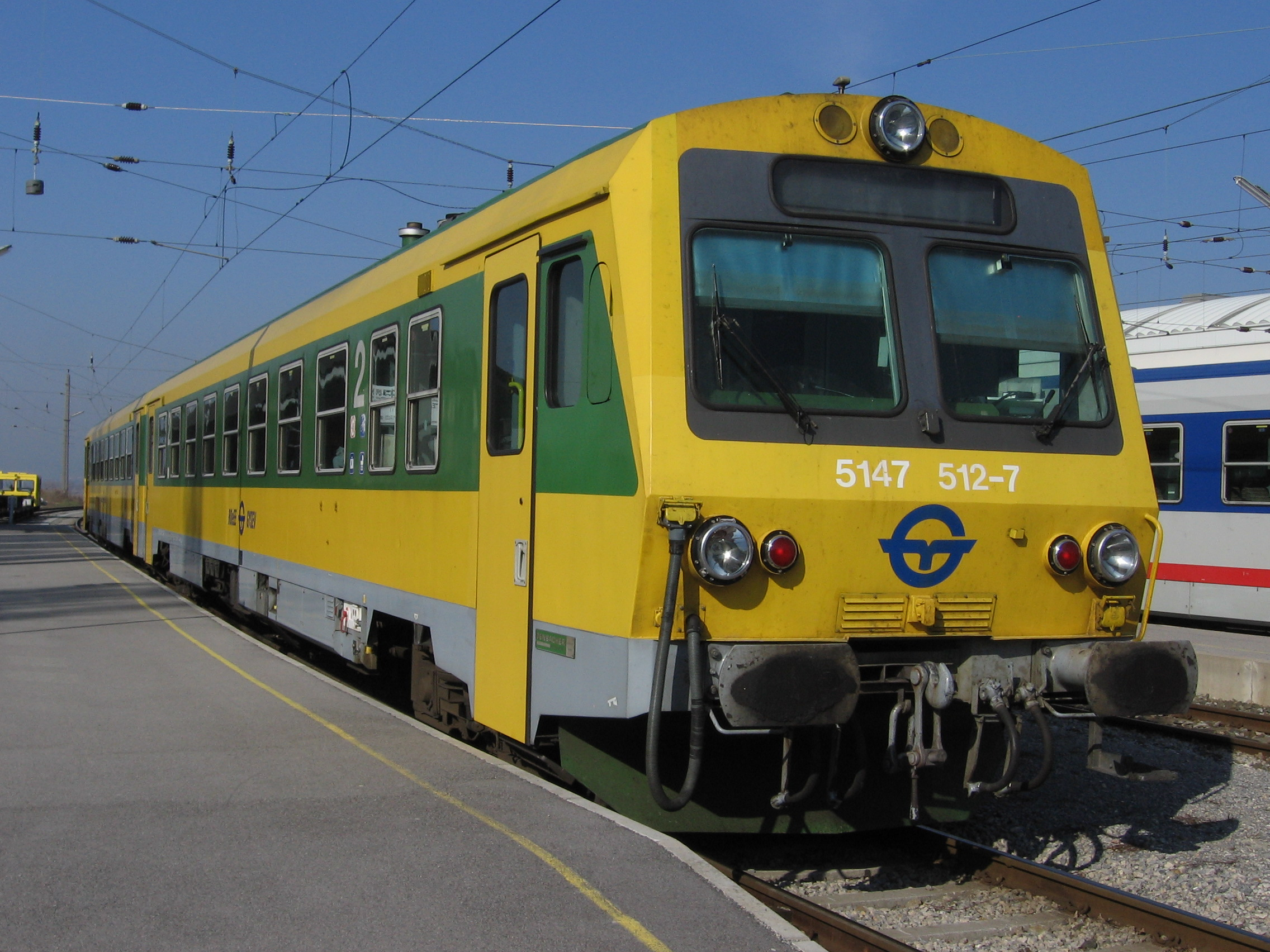
杰肖埃铁路的5147型柴联车

杰肖埃铁路主要使用匈牙利国家铁路原来的铁路机车，例如424型蒸汽机车或M62型柴油机车。在新造的机车中，以470型电力机车为其旗舰车型。
此外，还有若干接收自匈牙利国铁的V43型电力机车，M40型、M42型、M44型柴油机车以及5047型和5147型柴油动车组。并接管奥地利联邦铁路以前的一些客车车厢。
埃本富特车站甚至已取得一些德国铁路的车辆。
| 数量 | 型号                                      | 投入服务      | 最高速度 | 编号                                                                                                 |
| ---- | ----------------------------------------- | ------------- | -------- | --- |
| 5    | 匈牙利国家铁路470型电力机车               | 2003年        | 230km/h  | 470 501–470 505 （曾用：1047 501–1047 505）                                                          |
| 7    | 奥地利联邦铁路1116型电力机车（租用自ÖBB） | 2002年        | 230km/h  | 1116 058-061，1116 063-065                                                                           |
| 14   | 匈牙利国家铁路V43型电力机车               | 1970年-1981年 | 130km/h  | 430 320–321，430 323–330，430 332–430 335 (曾用：V43 320–V43 321，V43 323–V43 330，V43 332–V43 335） |
| 15   | 匈牙利国家铁路M44型柴油机车               | 1957年-1974年 | 80km/h   | 448 301–448 315 （曾用 M44 301–M44 314，4044 001).                                                   |
| 2    | 匈牙利国家铁路M40型柴油机车               | 1968年-1969年 | 100km/h  | M40 401–M40 402                                                                                      |
| 1    | 匈牙利国家铁路M42型柴油机车               | 1994年        | 80km/h   | M42 001                                                                                              |
| 9    | 奥地利联邦铁路5047型柴油动车组            | 1991年-1995年 | 120km/h  | 5047 501–502，247 503–509                                                                            |
| 5    | 奥地利联邦铁路5147型柴油动车组            | 1996年        | 120km/h  | 511/512，另有4辆沿用原ÖBB编号                                                                        |